# Pteris rangiferina
Pteris rangiferina är en kantbräkenväxtart som beskrevs av Presl och Friedrich Anton Wilhelm Miquel. Pteris rangiferina ingår i släktet Pteris och familjen Pteridaceae. Inga underarter finns listade.